# Grotte de Limousis
La grotte de Limousis est une grotte creusée par une rivière souterraine qui se situe dans le département de l'Aude, sur la commune de Limousis.

## Spéléométrie
La dénivellation de la cavité est de 40 m, pour un développement de 800 m,.

## Géologie
La cavité s'ouvre dans les calcaires dévoniens.

## Géographie
La grotte de Limousis est située à 17 km au nord de Carcassonne, à 1 km du village de Limousis et à 600 m au nord du hameau de Marmorières. Elle fait partie intégrante d’une bande calcaire se situant entre la vallée de la Clamoux et celle de la rivière Orbiel, bande calcaire dans laquelle s'ouvre Lo Gaugnas, connu sous l'appellation touristique de gouffre de Cabrespine.

## Histoire
Les écrits des naturalistes, spéléologues, historiens et les comptes rendus d’excursions de sociétés savantes, permettent de retracer l’histoire de cette cavité souterraine de plus en plus fréquentée. Dès 1825, le conseil municipal établit en faveur des pauvres de la commune, un droit d’entrée à la grotte. C’est alors que l’on organise les premières visites sous la responsabilité d’un guide. Une première adjudication est accordée en 1852 à Michel Cordes, cultivateur de la commune qui héritera de la gestion du site pour une durée de 4 ans à compter du 1er janvier 1853.
En 1902, c’est Étienne Delaur qui prend la grotte en fermage pour une période de 5 ans. Dès 1905, il propose au conseil municipal de construire à ses frais une passerelle destinée à faire découvrir la partie inconnue de la grotte qui se trouve sur un lac et fait suite à la partie déjà visitée. Pour ce faire, il contacte Pierre Abrial, forgeron à Limousis qui construit donc la passerelle d’une longueur de 38 mètres. Cette passerelle est toujours là de nos jours, seul le plancher primitivement en bois a été remplacé par des plaques de fer en 1935. Ce n’est que 9 ans plus tard, en 1913, lors de travaux d’entretien effectués par Pierre Abrial et Marius Tirafort, respectivement forgeron et maçon de Limousis, qu’une nouvelle importante découverte est effectuée. Ces derniers observent que la bougie qui leur sert d’éclairage de chantier est soufflée assez régulièrement par un fort courant d’air venant d’une barrière stalagmitique. De là à penser que la grotte se poursuit au-delà de cette barrière, il n’y a qu’un pas ou plutôt un coup de marteau à donner. Le passage est réalisé au début de l’année 1913 et débouche sur une découverte majeure : le lustre d’aragonite de la grotte de Limousis.
L’année 1935 restera ensuite comme une année importante dans l’histoire de la grotte : c’est l’année de son électrification. Jusqu'alors, cette cavité ne pouvait se visiter qu’à la lueur des bougies ou des lampes à pétrole. L’électrification de la grotte permettra par la suite, un fort accroissement de la fréquentation touristique.
En 1973, la municipalité confie la gestion de la grotte à la société Gabriel Villa qui exploite déjà la grotte de Clamouse dans l’Hérault et peut donc mettre toute son expérience au service de la grotte de Limousis. Des efforts rapidement couronnés de succès puisque dès l’année 1973, ce sont près de 18 500 visiteurs qui se pressent aux portes de la grotte ; ce chiffre atteindra les 27 000 visiteurs au cours des années 1983 et 1984.
Avec l’ouverture en 1988 de la grotte de Cabrespine, l’environnement touristique de la grotte est totalement modifié, et ces chiffres de fréquentation vont lentement s’éroder pour atteindre les 15 000 visiteurs en 2001. C’est en 2003, avec l’arrivée du nouveau concessionnaire, la société SETSN, gestionnaire par ailleurs du site voisin le gouffre géant de Cabrespine, que la grotte de Limousis va connaître un nouveau souffle. La modernisation du système d’électrification de la grotte, la mise en place d’un son et lumière mettant en valeur le célèbre lustre d’aragonite et la construction d’un confortable bâtiment d’accueil va permette à Limousis d’obtenir un pic de fréquentation jamais atteint auparavant de 37 000 visiteurs en 2011. Les négociations de renouvellement de concession n'ayant pas abouti entre SETSN et la mairie de Limousis, cette dernière a, depuis le 1er janvier 2019, la responsabilité de la gestion opérationnelle de la grotte.
Aujourd'hui, cette cavité qui fut la première structure touristique de l’Aude, avant la cité de Carcassonne, est définitivement ancrée dans le paysage touristique de ce département.

## Préhistoire et archéologie
C’est l’aménagement de la grotte à des fins d’exploitation qui est à l’origine de la découverte de vestiges préhistoriques. Ces derniers démontrent la fréquentation de ces lieux par l’Homme préhistorique ainsi que tout au long des ères historiques suivantes. Pour rendre la visite de la grotte plus confortable, la cavité est électrifiée en 1935. Puis en 1936, on décide d’abaisser partiellement le sol de l’entrée qui n’avait alors que 1,50 m de hauteur pour la dégager et lui donner ses dimensions actuelles : 2 m de hauteur pour 1,30 m de largeur. Cette opération a permis de découvrir une partie très antérieure à la cavité et de reconnaître la présence d’occupations préhistoriques successives dont les restes étaient conservés dans les sédiments accumulés dans ce secteur. Évidemment, cette évacuation de terre ne fut pas conduite selon les règles et méthodes stratigraphiques les plus élémentaires. Les vestiges et remblais furent extraits pêle-mêle et jetés sur le sentier extérieur.
C’est la visite fortuite d’un amateur d’archéologie, l’abbé Émile Janard, alors curé de Limousis qui permit heureusement de sauver quelques pièces de ce naufrage et de reconnaître l’intérêt du site. Passionné devant la qualité de ces découvertes, l'abbé Janard effectua lui-même quelques fouilles complémentaires d’avril à juillet 1937. Celles-ci se déroulèrent dans la première salle de la cavité. Ces fouilles ont pu permettre alors d’établir que la grotte connut des occupations se situant au cours de la Préhistoire récente : Néolithique, Âge du cuivre et Âge du bronze. Il est également intéressant de noter que l’Homme a continué de fréquenter les lieux au cours de la Protohistoire (Âge du Fer), de l’Antiquité et du Moyen Âge.
Ce site a aussi constitué au cours de temps très anciens, un havre pour les ours des cavernes : des dents d’ours, un crâne, des ossements ainsi que des traces de griffades sur les parois de la cavité attestent de sa présence dans ces lieux à l’époque quaternaire. Pendant six millénaires au moins, du Néolithique ancien jusqu'au Moyen Âge, la grotte de Limousis a donc été régulièrement occupée par des groupes humains plus ou moins importants. À tout moment, dès que la moindre crainte, les moindres troubles sociaux parcourent le pays, l’homme identifie la grotte comme un refuge, un lieu où il pourra se replier loin des difficultés du moment. La caverne est aussi la halte du berger fatigué, le recours du chasseur surpris par l’orage, l’antre du bûcheron chargé d’éclaircir la forêt, du charbonnier pourvoyeur de combustible, ou l’atelier du carrier briseur de calcite.
La grotte de Limousis fut également le théâtre d’occupations plus réjouissantes : jusque dans les années 1950, la population de Limousis, venait traditionnellement lors de la fête locale, effectuer quelques pas de danse dans une galerie profonde de la cavité baptisée « salle de Bal ». Chaque année pour la fête locale du village, l’accordéoniste assurait la mélodie tandis que la grosse caisse rythmait le pas des danseurs.

## Description

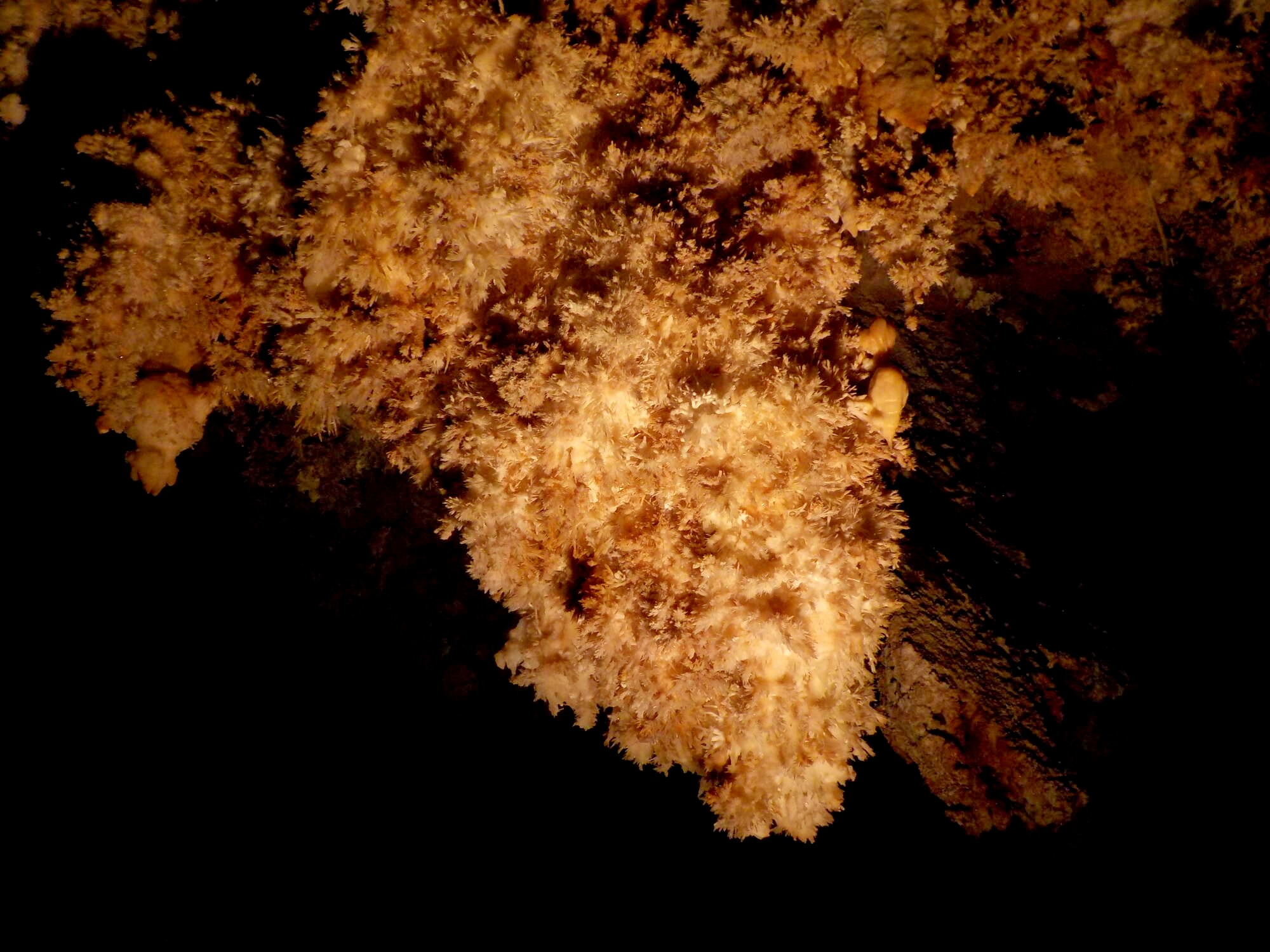
Le « lustre d'aragonite »

La grotte de Limousis s’ouvre dans des calcaires d’âge primaire (Dévonien) qui sont dolomitisés, c’est-à-dire qu’ils contiennent en proportion variable un carbonate double de calcium et de magnésium, le calcaire étant du carbonate de calcium. La grotte de Limousis fait vraisemblablement partie du même réseau souterrain que les grottes de Trassanel et le gouffre géant de Cabrespine qui alimentent la résurgence du Pestril située à Lastours. La grotte de Limousis débute par une salle de dimension modeste dans laquelle les vignerons du Cabardes et du Minervois font patiemment vieillir leur cuvée Améthyste. Faisant suite à cette salle, une autre salle beaucoup plus grande appelée « salle des Colonnes » située en contrebas permet l’accès a une galerie de direction sud nord qui mènera le visiteur jusqu'à « la salle du Lac Vert ». Après avoir traversé la « salle du Bal », une barrière stalagmitique permet l’accès à la « salle du Grand Lac » où les premiers bouquets d’aragonites se dévoilent aux visiteurs. Après avoir surplombé le Grand lac grâce à une passerelle métallique conçue en 1913, on accède enfin dans la grande salle du Lustre. Cette dernière salle est la plus vaste et la plus belle du réseau et permet au visiteur d’admirer le trésor de la grotte de Limousis : « le lustre d’aragonites » c’est une concrétion remarquable, masse d’aragonites de plusieurs mètres cubes.

## Classement
La grotte de Limousis fait partie de l'ensemble de 24 grottes à concrétions du Sud de la France inscrite par l'UNESCO en 2000 sur la liste indicative du patrimoine mondial naturel, antichambre de la liste du patrimoine mondial,.
La grotte est inscrite au titre des sites naturels depuis 1947.